# آب‌انبار خوش
آب‌انبار خوش مربوط به دوره پهلوی است و در شهرستان اسفراین، بخش مرکزی، دهستان دامنکوه، روستای خوش، جنب مسجد روستا واقع شده و این اثر در تاریخ ۲۵ آبان ۱۳۸۷ با شمارهٔ ثبت ۲۳۷۵۹ به‌عنوان یکی از آثار ملی ایران به ثبت رسیده است.